# Joi Cardwell
Joi Bernadette Cardwell (New York, 8 ottobre 1967) è una cantautrice, produttrice discografica e scrittrice statunitense.

## Biografia
Nata e cresciuta a New York, Joi Cardwell è salita alla ribalta a inizio anni novanta come interprete di due singoli di successo di Lil Louis. Nel 1995 ha pubblicato il suo album di debutto The World Is Full of Trouble. Ha in totale piazzato undici brani nella top ten della Dance Club Songs, tra cui due al primo posto. Nel 2013 ha vinto un IDMA Award. Tre anni più tardi è stata posizionata 43ª in una classificata stilata da Billboard dei migliori artisti dance di tutti i tempi.

## Discografia

### Album in studio
- 1995 – The World Is Full of Trouble
- 1997 – Joi Cardwell
- 1999 – Deliverance
- 2005 – The Plain Jane Project
- 2011 – Must Be the Music
- 2014 – The Art of Being
- 2018 – Pride and Joi

### Raccolte
- 1998 – Clubland's Greatest Hits
- 2003 – More (1992-2003)
- 2004 – Hits and More
- 2007 – A Beautiful Life

### Colonne sonore
- 2009 – Wanderlust (The Soundtrack)

### Extended play
- 1998 – Eight Ball EP
- 2015 – Left Field Adventures

### Singoli

#### Come artista principale
- 1992 – Goodbye
- 1994 – Trouble
- 1995 – Jump for Joi
- 1995 – Love & Devotion
- 1995 – My First Christmas With You
- 1996 – You Got to Pray
- 1997 – Soul to Bare
- 1997 – Run to You
- 1998 – Found Love
- 1998 – Power
- 1999 – Last Chance for Love
- 2000 – Superstar
- 2003 – After the Rain
- 2003 – If You're Ever Lonely
- 2004 – Mind Control (con Fred Jorio)
- 2004 – Freedom
- 2006 – It's Over
- 2006 – What It Feels Like
- 2006 – Make It Alright (feat. Lenny Fontana)
- 2007 – Keep Coming Around (feat. Mona Lisa)
- 2007 – Believe in Us
- 2007 – A Beautiful Life
- 2007 – Be Yourself
- 2007 – Imperfect
- 2008 – Happy
- 2008 – People Make the World Go Round
- 2008 – Come Together
- 2008 – Change the World
- 2010 – What's Freedom
- 2010 – All Night
- 2010 – We Got the Night
- 2011 – How Deep Is Your Love?
- 2011 – Only You
- 2012 – Return to Love
- 2013 – Music Saved My Life
- 2014 – Indian Giver
- 2014 – Lucky Charm
- 2014 – Shot Through the Heart
- 2015 – Feels like Heaven
- 2015 – Wasn't It You (Alaia & Gallo Mix)
- 2016 – What Love's Gonna Do
- 2017 – We Can Do Better
- 2017 – Days of Our Lives
- 2017 – Magic
- 2018 – Best of Me

#### Come artista ospite
- 1992 – Club Lonely (Lil Louis & the World feat. Joi Cardwell)
- 1992 – Saved My Life (Lil Louis & the World feat. Joi Cardwell)
- 1994 – Holdin' On (Urban Renewal feat. Joi Cardwell)
- 1995 – Luv Connection (Towa Tei feat. Joi Cardwell)
- 1995 – The Creator Has a Master Plan (Brooklyn Funk Essentials feat. Joi Cardwell)
- 2010 – Let It Go (Soul Brothers feat. Joi Cardwell)
- 2013 – I'm Lost (George Morel feat. Joi Cardwell)
- 2015 – Bright Eyes (Namy feat. Joi Cardwell)
- 2015 – Dance or Die (Brooklyn Funk Essentials feat. Joi Cardwell)
- 2015 – Gabriel (Brooklyn Funk Essentials feat. Joi Cardwell)